# اچ‌دی ۱۴۷۰۱۸
اچ‌دی ۱۴۷۰۱۸ یک ستاره است که در صورت فلکی مثلث جنوبی قرار دارد.